# 庫姆托爾卡拉區

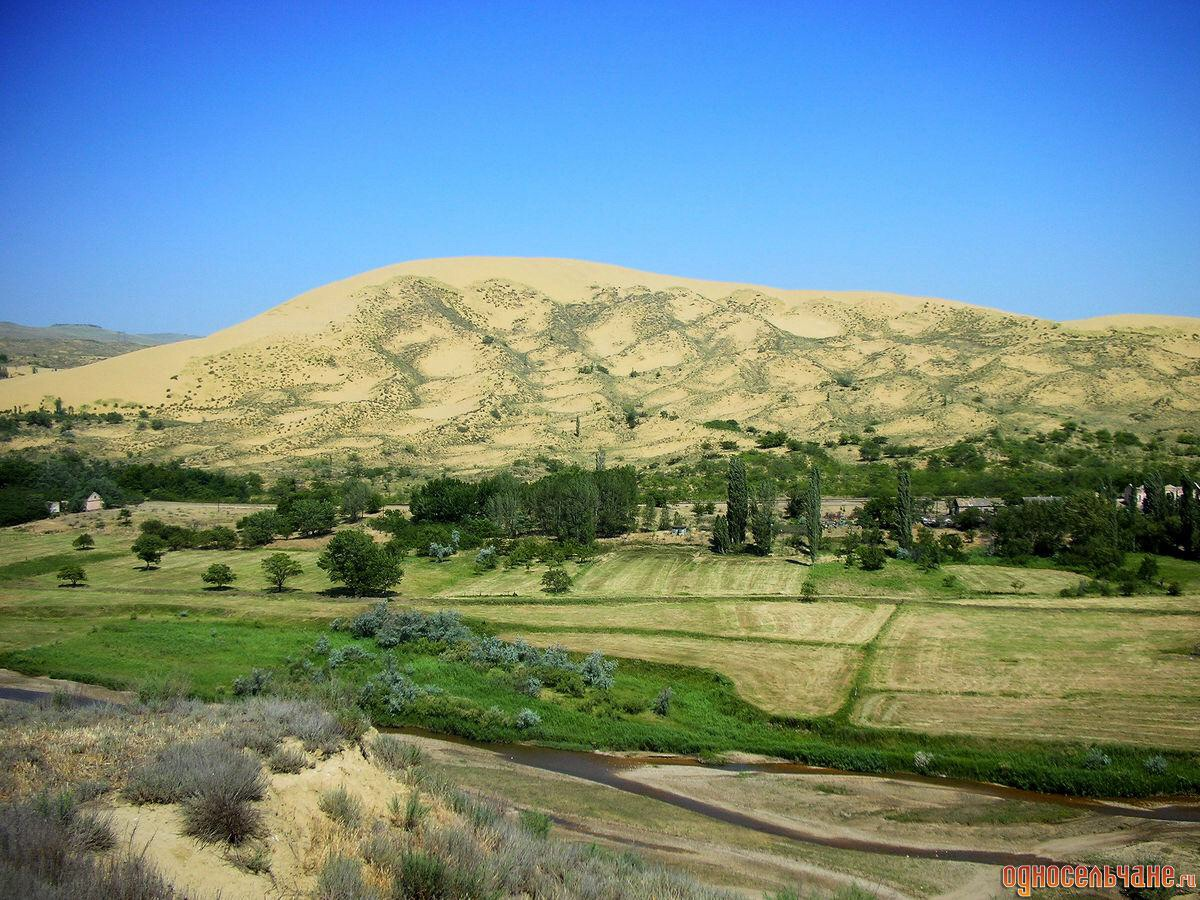

43°02′N 47°18′E / 43.033°N 47.300°E
庫姆托爾卡拉區（俄语：Кумторкалинский район），是俄羅斯的一個區，位於該國西南部，由達吉斯坦共和國負責管轄，面積1,270平方公里，2010年人口24,848，人口密度每平方公里19.57人。